# Kulambi, Honnali
Kulambi là một làng thuộc tehsil Honnali, huyện Davanagere, bang Karnataka, Ấn Độ.